# Kaiwhekea
Kaiwhekea – rodzaj plezjozaura.
Skamieniałości nieznanego nauce zwierzęcia odnaleziono w Nowej Zelandii, na Wyspie Południowej, niedaleko brzegu w okolicy Otago, na północ od ujścia rzeki Shaq. Skrywały je wcześniej skały formacji Katiki, mułowce jej dolnej do środkowej części, w warstwach belemnitów Dimitobelus hector i bruzdnic Palaeocystodinium granulatum. Datuje się je na górny haumur, od cenomanu do mastrychtu, najpewniej około 70-69 milionów lat, a więc mastrycht. Odkryty okaz obejmował szkielet wraz z dużą (62 cm długości) czaszką o charakterystycznej głębokiej kości jarzmowej. Połowa szczęki liczy przynajmniej 43 zęby, w tym 7 przedszczękowych (więcej niż u jej krewniaków), połowa żuchwy 42. Nie różnią się między sobą, są smukłe, nieznacznie zakrzywione, nie stwierdza się na nich istotnych guzków. Zachowały się połączenia stawowe. Szyja liczy 43 kręgi platyceliczne, występują żebra szyjne o pojedynczych główkach. Brakowało jednak części kończyn przednich wraz z odpowiadającą im obręczą. Badania wskazały, że kości należały do plezjozaura. Czyni je to pierwszym tak kompletnym okazem plezjozaura z Nowej Zelandii, gdzie wcześniej znaleziono przedstawicieli dwóch gatunków Elasmosauridae i pewne nieokreślone szczątki, jak też pozostałości pliozaurów. Nowe skamieniałości zaliczono do rodziny Cryptoclididae i nowego rodzaju. Osiągając 6,5 metra długości, był on jednym z największych jej przedstawicieli, a także jednym z nielicznych, które przetrwały do kredy późnej.
Nowy rodzaj nazwano Kaiwhekea. Źródłosłów zaczerpnięto z języka maoryskiego. Kai oznacza w nim jedzenie, natomiast whekea – kalmara czy kałamarnicę. Tak więc Kaiwhekea oznacza kalmarożercę. Autorzy wskazują, że wymawia się tę nazwę przez f jak w angielskim far. W rodzaju umieścili pojedynczy gatunek Kaiwhekea katiki. Epitet gatunkowy wzięli od plaży Katiki.
W późnej kredzie tereny te leżały w okolicy koła podbiegunowego. Kaiwhekea żyła w tamtych wodach, pożywiając się zdobyczą o miękkim ciele. Miała duże, kierowane do przodu oczy, prawdopodobnie pozwalające na dobre widzenie w słabym świetle, i długą szyję, którą mogła zginać na boki oraz do góry i dołu. Zajmujący paszczę rząd długich zębów i solidne umięśnienie szczęk wskazują, że żywiła się szybko pływającą zdobyczą średnich do dużych rozmiarów, jednak słabo uzbrojoną. Polowała na nią zapewne na granicy strefy fotycznej, w półmroku.
Kreatorzy rodzaju nie zaprezentowali żadnego kladogramu, uzupełnili to jednak późniejsi autorzy. Ketchum i Benson (2010) rozważają liczne kladogramy opracowane wedle różnych metod, otrzymując niekiedy różne wyniki, w tym zaliczające rodzaj do Leptocleididae jako grupę siostrzaną wszystkich pozostałych przedstawicieli tej rodziny.
Późniejsi autorzy zaliczali rodzaj do Aristonectidae.